# Pont-canal du Ringvaart
 (janvier 2023).
Le Pont-canal du Ringvaart, en néerlandais Aquaduct Ringvaart Haarlemmermeer, est un pont-canal néerlandais qui permet le croisement de l'autoroute A4 et le Ringvaart du Haarlemmermeer. Il permet une navigation professionnelle sans encombre sur le canal circulaire du polder du Haarlemmermeer. Le pont-canal est situé à la limite des provinces de la Hollande-Septentrionale et la Hollande-Méridionale. 
Inauguré en 1961, c'est le plus ancien pont-canal des Pays-Bas.
Il est prévu de doubler le nombre de voies de l'autoroute A4, et de ce fait, de créer un deuxième, nouveau pont-canal à côté de l'existant.